# 2012年のパシフィック・リーグクライマックスシリーズ
2012年のパシフィック・リーグクライマックスシリーズは、2012年10月に開催された、プロ野球パシフィック・リーグのクライマックスシリーズである。3年連続でマニュライフ生命保険が冠スポンサーを務めた。

## 概要
クライマックスシリーズは、日本選手権シリーズの出場権を懸けたプレーオフトーナメントである。
出場チームはレギュラーシーズンの順位こそ異なるが、前年度と同じ3球団となった。これはパ・リーグでは2004年のプレーオフ開始以来初めて。また、セ・リーグも順位は異なるものの前年度と同じ3球団が出場するという初の事例となった。
同年のレギュラーシーズンで実施した節電のための「3時間半打ち切りルール」は採用せず、延長戦は時間無制限12回まで行うものとされた。

### ファーストステージ
2012年度レギュラーシーズン第2位の埼玉西武ライオンズと第3位の福岡ソフトバンクホークスが3戦2勝先取制で争い、勝者がファイナルステージに進出する。ただし、引分があった場合は2位のチーム(この場合は埼玉西武)がファイナルステージに進出する。
会期：10月13日から10月15日（予備日：10月16日 - 16日までにすべての試合が消化できない場合は打ち切り）
球場：西武ドーム

### ファイナルステージ
2012年度レギュラーシーズン第1位の北海道日本ハムファイターズ（1勝分のアドバンテージが与えられる）とファーストステージ勝者の福岡ソフトバンクホークスが6戦4勝先取制で争い、勝者がコナミ日本シリーズ2012への出場権を得る。ただし、引分が発生した場合は1位のチーム(この場合は北海道日本ハム)が日本シリーズに進出となる。
会期：10月17日から10月22日（予備日：10月23日・10月24日 - 24日までにすべての試合が消化できない場合は打ち切り）
球場：札幌ドーム

### トーナメント表
|  | 1stステージ（準決勝） | 1stステージ（準決勝） |                         |      | ファイナルステージ（決勝） | ファイナルステージ（決勝） |
|  |                       |                       |                         |      |                            |                            |
|  |                       |                       |                         |      |                            |                            |
|  |                       |                       |                         |      |                            |                            |
|  |                       |                       |                         |      |                            |                            |
|  |                       |                       | （6戦4勝制） 札幌ドーム |      |                            |                            |
|  |                       |                       |                         |      |                            |                            |
|  | 日本ハム              | ☆○○○                  |                         |      |                            |                            |
|  | 日本ハム              | ☆○○○                  | （3戦2勝制） 西武ドーム |      |                            |                            |
|  |                       |                       | ソフトバンク            | ★●●● |                            |                            |
|  | 西武                  | ●○●                   | ソフトバンク            | ★●●● |                            |                            |
|  | 西武                  | ●○●                   |                         |      |                            |                            |
|  | ソフトバンク          | ○●○                   |                         |      |                            |                            |
|  | ソフトバンク          | ○●○                   |                         |      |                            |                            |
|  |                       |                       |                         |      |                            |                            |
|  |                       |                       |                         |      |                            |                            |
|  |                       |                       |                         |      |                            |                            |
|  |                       |                       |                         |      |                            |                            |

☆・★=ファイナルステージのアドバンテージによる1勝・1敗分

## 試合経過等

### ファーストステージ

#### 第1戦（10月13日）
●西武 1 - 2 ソフトバンク○　（西武ドーム）
|              | 1 | 2 | 3 | 4 | 5 | 6 | 7 | 8 | 9 | R | H | E |
| ------------ | - | - | - | - | - | - | - | - | - | - | - | - |
| ソフトバンク | 0 | 1 | 1 | 0 | 0 | 0 | 0 | 0 | 0 | 2 | 7 | 1 |
| 西武         | 0 | 0 | 0 | 0 | 0 | 0 | 0 | 0 | 1 | 1 | 5 | 0 |

1. （西武0勝1敗）
2. ソ：○攝津 (8回) - ファルケンボーグ (0回0/3) - S森福 (1回)
3. 西：●牧田 (9回)
4. 勝利：攝津（1勝）
5. セーブ：森福（1S）
6. 敗戦：牧田（1敗）
7. 審判
［球審］津川
［塁審］飯塚（1B）、東（2B）、本田（3B）
［外審］橋本（LL）、丹波（RL）
8. 開始：13時00分　観衆：32,074人　時間：2時間55分

オーダー
| ソフトバンク | ソフトバンク | ソフトバンク |
| 打順         | 守備         | 選手         |
| ------------ | ------------ | ------------ |
| 1            | [二]         | 本多         |
| 2            | [中]左       | 長谷川       |
| 3            | [左]         | 内川         |
|              | 中           | 城所         |
| 4            | [指]         | ペーニャ     |
| 5            | [三]         | 松田         |
| 6            | [一]         | 小久保       |
|              | 一           | 明石         |
| 7            | [右]         | 多村         |
|              | 走右         | 中村         |
| 8            | [遊]         | 今宮         |
| 9            | [捕]         | 細川         |

| 西武 | 西武 | 西武       |
| 打順 | 守備 | 選手       |
| ---- | ---- | ---------- |
| 1    | [二] | 浅村       |
| 2    | [中] | 秋山       |
| 3    | [遊] | 中島       |
| 4    | [指] | 中村       |
|      | 走指 | 斉藤       |
| 5    | [一] | オーティズ |
|      | 走   | 熊代       |
| 6    | [左] | ヘルマン   |
| 7    | [右] | 大崎       |
|      | 打   | カーター   |
| 8    | [捕] | 炭谷       |
|      | 打捕 | 上本       |
| 9    | [三] | 原         |
|      | 走三 | 鬼崎       |
|      | 打   | 高山       |

ソフトバンクは2回表一死一・三塁から今宮のスクイズで1点を先制、さらに3回表には一死三塁から内川の適時打で1点を追加する。対する西武は2回裏、3回裏、5回裏、8回裏と4度得点圏に走者を進めるが、いずれも無得点に終わる。牧田は4回以降立ち直り、9回を完投すると、西武は9回裏、攝津から代わったファルケンボーグを攻め、無死満塁からカーターの遊ゴロの間に三塁走者斉藤が生還し1点を返す。なおも一死二・三塁と逆転サヨナラのチャンスを得るが、森福が上本と高山を抑えゲームセット。先勝したソフトバンクがファイナルステージ進出に王手をかけた。なお、ソフトバンクはポストシーズンでの対西武戦においては、2006年のプレーオフ第1ステージ第2戦から6連勝となった。

#### 第2戦（10月14日）
○西武 8 - 0 ソフトバンク●　（西武ドーム）
|              | 1 | 2 | 3 | 4 | 5 | 6 | 7 | 8 | 9 | R | H | E |
| ------------ | - | - | - | - | - | - | - | - | - | - | - | - |
| ソフトバンク | 0 | 0 | 0 | 0 | 0 | 0 | 0 | 0 | 0 | 0 | 7 | 2 |
| 西武         | 0 | 0 | 7 | 1 | 0 | 0 | 0 | 0 | X | 8 | 9 | 1 |

1. （西武1勝1敗）
2. ソ：●武田 (2回1/3) - 金澤 (0回2/3) - 藤岡 (2回) - 柳瀬 (1回) - 岡島 (1回) - 岩嵜 (1回)
3. 西：○岸 (6回) - 長田 (1回) - ウィリアムス (0回0/3) - 岡本篤 (1回) - 涌井 (1回)
4. 勝利：岸（1勝）
5. 敗戦：武田（1敗）
6. 審判
［球審］本田
［塁審］東（1B）、橋本（2B）、丹波（3B）
［外審］津川（LL）、飯塚（RL）
7. 開始：13時00分　観衆：33,918人　時間：3時間23分

オーダー
| ソフトバンク | ソフトバンク | ソフトバンク |
| 打順         | 守備         | 選手         |
| ------------ | ------------ | ------------ |
| 1            | [二]         | 本多         |
| 2            | [中]右       | 長谷川       |
| 3            | [左]         | 内川         |
| 4            | [指]         | ペーニャ     |
| 5            | [三]         | 松田         |
| 6            | [一]         | 小久保       |
| 7            | [右]         | 多村         |
|              | 走中         | 柳田         |
| 8            | [遊]         | 今宮         |
|              | 打           | 松中         |
| 9            | [捕]         | 細川         |
|              | 打捕         | 髙谷         |

| 西武 | 西武   | 西武       |
| 打順 | 守備   | 選手       |
| ---- | ------ | ---------- |
| 1    | [二]一 | 浅村       |
| 2    | [中]   | 秋山       |
| 3    | [遊]   | 中島       |
|      | 遊     | 永江       |
| 4    | [指]   | 中村       |
| 5    | [一]   | オーティズ |
|      | 二     | 鬼崎       |
| 6    | [左]   | ヘルマン   |
|      | 左     | 星秀       |
| 7    | [右]   | 大崎       |
|      | 打     | カーター   |
|      | 右     | 熊代       |
| 8    | [捕]   | 炭谷       |
| 9    | [三]   | 原         |

ソフトバンクの先発投手は、高卒ルーキーの武田で、高卒ルーキー投手のクライマックスシリーズでの先発投手は史上初。西武は3回裏に秋山、中島、オーティズ、大崎、炭谷の5選手の適時打の6点に加え、二死一・三塁の原の打席で重盗が成功し計7点。4回裏にも一死二・三塁から中村の適時打で1点を追加し、前半で勝負を決めた。岸は6回で降板も、リリーフ4投手の継投策で逃げ切った西武が1勝1敗でタイに持ち込み、ファイナルステージ進出に逆王手をかけた。パリーグのクライマックスシリーズファースト(第1)ステージでは、初戦敗戦のチームが第2戦に勝利し、第3戦で決着がつくのは2007年のクライマックスシリーズ以来5年ぶりとなった。なお西武の岸はCS初勝利となったが自身のポストシーズンでは、2008年の日本シリーズ第6戦で救援勝利以来である。

#### 第3戦（10月15日）
●西武 2 - 3 ソフトバンク○　（西武ドーム）
|              | 1 | 2 | 3 | 4 | 5 | 6 | 7 | 8 | 9 | R | H | E |
| ------------ | - | - | - | - | - | - | - | - | - | - | - | - |
| ソフトバンク | 0 | 0 | 0 | 2 | 0 | 0 | 0 | 1 | 0 | 3 | 6 | 0 |
| 西武         | 0 | 0 | 0 | 1 | 0 | 0 | 0 | 0 | 1 | 2 | 6 | 0 |

1. （西武1勝2敗）
2. ソ：○大隣 (5回) - H岩嵜 (2回) - H森福 (1回) - S岡島 (1回)
3. 西：●石井 (3回1/3) - 十亀 (0回2/3) - 野上 (3回2/3) - 岡本篤 (0回1/3) - 涌井 (1回)
4. 勝利：大隣（1勝）
5. セーブ：岡島（1S）
6. 敗戦：石井（1敗）
7. 本塁打
西：中村1号(4回1点・大隣)、オーティズ1号(9回1点・岡島)
8. 審判
［球審］丹波
［塁審］橋本（1B）、津川（2B）、飯塚（3B）
［外審］本田（LL）、東（RL）
9. 開始：18時00分　観衆：25,002人　時間：3時間23分

オーダー
| ソフトバンク | ソフトバンク | ソフトバンク |
| 打順         | 守備         | 選手         |
| ------------ | ------------ | ------------ |
| 1            | [三]         | 松田         |
| 2            | [二]         | 本多         |
| 3            | [左]         | 内川         |
|              | 中           | 城所         |
| 4            | [指]         | ペーニャ     |
| 5            | [一]         | 小久保       |
|              | 一           | 金子         |
| 6            | [右]         | 多村         |
| 7            | [中]左       | 長谷川       |
| 8            | [遊]         | 今宮         |
| 9            | [捕]         | 細川         |

| 西武 | 西武 | 西武       |
| 打順 | 守備 | 選手       |
| ---- | ---- | ---------- |
| 1    | [二] | 浅村       |
| 2    | [中] | 秋山       |
| 3    | [遊] | 中島       |
| 4    | [指] | 中村       |
| 5    | [一] | オーティズ |
| 6    | [三] | ヘルマン   |
| 7    | [右] | 大崎       |
|      | 打   | 高山       |
| 8    | [捕] | 炭谷       |
|      | 打   | カーター   |
| 9    | [左] | 熊代       |

ソフトバンクは4回表、一死一・二塁のチャンスを作ると、西武は先発石井がそれまで被安打1、無失点に抑えながらも早々と十亀に交代させる。しかしこれまでこのシリーズ無安打だったペーニャが十亀から2点適時二塁打を放ち先制する。その直後の4回裏に、西武も中村が本塁打を放ち1点を返した。その後は両軍が継投策に移るが、8回表にソフトバンクは二死二塁から内川が適時打を放ち大きな1点を追加する。追いつめられた西武は9回裏に、先頭打者のオーティズがソロ本塁打を放ち1点差に迫るが、最後は岡島がカーターを一ゴロに打ち取りゲームセット。ソフトバンクの2勝1敗となり、2勝先取のソフトバンクがファイナルステージ進出を決めた。ソフトバンクのファースト（第1）ステージ突破は同じく西武を破った2006年のプレーオフ第1ステージ以来6年振りで、現行のCSでは初。また、前年のCSファイナルステージを含めた3度のステージ突破は、いずれも西武相手のものとなった。一方の西武は3年連続でクライマックスシリーズ敗退となった。
今回のソフトバンクの勝ち抜けにより、パ・リーグのクライマックスシリーズファーストステージでは、3位のチームが2010年から3年連続で勝ち上がった事になった。

### ファイナルステージ

#### 第1戦（10月17日）
○日本ハム 3 - 2 ソフトバンク●　（札幌ドーム）
|              | 1 | 2 | 3 | 4 | 5 | 6 | 7 | 8 | 9 | R | H | E |
| ------------ | - | - | - | - | - | - | - | - | - | - | - | - |
| ソフトバンク | 0 | 0 | 0 | 0 | 0 | 0 | 2 | 0 | 0 | 2 | 9 | 0 |
| 日本ハム     | 0 | 0 | 0 | 0 | 0 | 0 | 3 | 0 | X | 3 | 6 | 0 |

1. （日本ハム2勝0敗）
2. ソ：陽耀勲 (6回1/3) - ●藤岡 (0回0/3) - 森福 (0回2/3) - 柳瀬 (1回)
3. 日：○吉川 (7回) - H増井 (1回) - S武田久 (1回)
4. 勝利：吉川（1勝）
5. セーブ：武田久（1S）
6. 敗戦：藤岡（1敗）
7. 本塁打
日：糸井1号(7回2点・陽耀勲)
8. 審判
［球審］笠原
［塁審］川口（1B）、嶋田（2B）、栄村（3B）
［外審］杉永（LL）、牧田（RL）
9. 開始：18時00分　観衆：31,022人　時間：2時間57分

オーダー
| ソフトバンク | ソフトバンク | ソフトバンク |
| 打順         | 守備         | 選手         |
| ------------ | ------------ | ------------ |
| 1            | [三]         | 松田         |
| 2            | [二]         | 本多         |
| 3            | [左]         | 内川         |
|              | 遊           | 金子         |
| 4            | [指]         | ペーニャ     |
| 5            | [一]         | 小久保       |
|              | 一           | 明石         |
| 6            | [右]         | 多村         |
| 7            | [中]左       | 長谷川       |
| 8            | [遊]         | 今宮         |
|              | 打           | 松中         |
|              | 捕           | 髙谷         |
| 9            | [捕]         | 細川         |
|              | 打中         | 柳田         |

| 日本ハム | 日本ハム | 日本ハム   |
| 打順     | 守備     | 選手       |
| -------- | -------- | ---------- |
| 1        | [中]     | 陽         |
| 2        | [二]     | 杉谷       |
|          | 二       | 中島卓     |
| 3        | [右]     | 糸井       |
| 4        | [左]     | 中田       |
| 5        | [一]     | 稲葉       |
| 6        | [三]     | 小谷野     |
| 7        | [指]     | ホフパワー |
|          | 打指     | 二岡       |
|          | 走指     | 村田       |
| 8        | [捕]     | 鶴岡       |
| 9        | [遊]     | 金子誠     |
|          | 遊       | 飯山       |

日本ハム吉川、ソフトバンク陽耀勲の両先発投手が無失点に抑えてきた後の7回表、ソフトバンクは二死二・三塁から多村の2点適時打で均衡を破る。しかし直後の7回裏、日本ハムも一死二塁から糸井の2点本塁打で同点に追いつくと、その後も二死一・三塁のチャンスを作り、代打二岡が決勝点となる適時打を放つ。その後2イニングを増井、武田久のリレーで逃げ切った日本ハムが先勝。日本ハムがアドバンテージを含む2勝0敗とした。ソフトバンクは、日本ハムを上回る9安打を放ちながらも、7回表以外は得点に結びつける事ができなかった。
なお、この試合ではソフトバンク・陽耀勲と日本ハム・陽岱鋼の兄弟選手が、同一試合出場となった。クライマックスシリーズでの兄弟選手による同一試合出場は中日の堂上剛裕・直倫兄弟（2010年クライマックス・セ ファイナルステージ第2戦他）に次いで史上2組目となるが、兄弟選手がそれぞれ別チームから出場する「兄弟対決」は史上初となる。

#### 第2戦（10月18日）
○日本ハム 3 - 0 ソフトバンク●　（札幌ドーム）
|              | 1 | 2 | 3 | 4 | 5 | 6 | 7 | 8 | 9 | R | H | E |
| ------------ | - | - | - | - | - | - | - | - | - | - | - | - |
| ソフトバンク | 0 | 0 | 0 | 0 | 0 | 0 | 0 | 0 | 0 | 0 | 6 | 1 |
| 日本ハム     | 1 | 0 | 0 | 0 | 0 | 0 | 2 | 0 | X | 3 | 5 | 0 |

1. （日本ハム3勝0敗）
2. ソ：●新垣 (3回) - 岩嵜 (3回1/3) - 森福 (0回1/3) - 柳瀬 (0回1/3) - 金澤 (1回)
3. 日：○武田勝 (6回) - H石井 (1回) - H増井 (1回) - S武田久 (1回)
4. 勝利：武田勝（1勝）
5. セーブ：武田久（2S）
6. 敗戦：新垣（1敗）
7. 本塁打
日：糸井2号(7回2点・森福)
8. 審判
［球審］栄村
［塁審］嶋田（1B）、杉永（2B）、牧田（3B）
［外審］笠原（LL）、川口（RL）
9. 開始：18時00分　観衆：23,610人　時間：3時間17分

オーダー
| ソフトバンク | ソフトバンク | ソフトバンク |
| 打順         | 守備         | 選手         |
| ------------ | ------------ | ------------ |
| 1            | [三]         | 松田         |
| 2            | [二]         | 本多         |
| 3            | [左]         | 内川         |
| 4            | [指]         | ペーニャ     |
| 5            | [右]         | 多村         |
| 6            | [中]         | 長谷川       |
| 7            | [一]         | 明石         |
| 8            | [遊]         | 今宮         |
|              | 打捕         | 髙谷         |
| 9            | [捕]         | 細川         |
|              | 打           | 松中         |
|              | 走遊         | 金子         |

| 日本ハム | 日本ハム | 日本ハム   |
| 打順     | 守備     | 選手       |
| -------- | -------- | ---------- |
| 1        | [中]     | 陽         |
| 2        | [二]     | 西川       |
|          | 打       | 杉谷       |
|          | 遊       | 飯山       |
| 3        | [右]     | 糸井       |
| 4        | [左]     | 中田       |
| 5        | [一]     | 稲葉       |
| 6        | [三]     | 小谷野     |
| 7        | [指]     | ホフパワー |
| 8        | [捕]     | 鶴岡       |
| 9        | [遊]     | 金子誠     |
|          | 走二     | 中島卓     |

日本ハムは1回裏に、糸井の三塁打によって二死三塁とすると、中田の打球をレフト内川が落球し1点を先制（記録は内川の適時失策）。6回表に、ソフトバンクは一死三塁とすると、内川の中飛により三塁走者松田がタッチアップで本塁を狙うが、センター陽の好返球によって阻まれ憤死となり同点のチャンスを逃す。日本ハムは7回裏に、二死二塁から糸井が連日の2点本塁打を放ち追加点を挙げ、最終的には日本ハム投手陣がソフトバンクの得点を1点も許さずに完封勝利。日本ハムが連勝で3勝0敗とし、日本シリーズ進出に王手をかけた。ソフトバンクは昨日と同様、日本ハムを上回る安打数を放つも敗戦で連敗となり、後がなくなった。

#### 第3戦（10月19日）
○日本ハム 4 - 2 ソフトバンク●　（札幌ドーム）
|              | 1 | 2 | 3 | 4 | 5 | 6 | 7 | 8 | 9 | R | H | E |
| ------------ | - | - | - | - | - | - | - | - | - | - | - | - |
| ソフトバンク | 0 | 0 | 0 | 0 | 0 | 0 | 1 | 1 | 0 | 2 | 5 | 1 |
| 日本ハム     | 3 | 0 | 0 | 0 | 0 | 1 | 0 | 0 | X | 4 | 8 | 0 |

1. （日本ハム4勝0敗）
2. ソ：●攝津 (0回2/3) - 藤岡 (4回1/3) - 吉川 (1回) - 金澤 (2回)
3. 日：○ウルフ (6回1/3) - 石井 (0回2/3) - H増井 (1回) - S武田久 (1回)
4. 勝利：ウルフ（1勝）
5. セーブ：武田久（3S）
6. 敗戦：攝津（1敗）
7. 本塁打
ソ：ペーニャ1号(7回1点・ウルフ)
8. 審判
［球審］牧田
［塁審］杉永（1B）、笠原（2B）、川口（3B）
［外審］栄村（LL）、嶋田（RL）
9. 開始：18時00分　観衆：37,166人　時間：3時間19分

オーダー
| ソフトバンク | ソフトバンク | ソフトバンク |
| 打順         | 守備         | 選手         |
| ------------ | ------------ | ------------ |
| 1            | [三]         | 松田         |
| 2            | [二]         | 本多         |
|              | 二           | 明石         |
| 3            | [左]         | 内川         |
| 4            | [指]         | ペーニャ     |
| 5            | [一]         | 小久保       |
| 6            | [右]         | 多村         |
| 7            | [中]         | 長谷川       |
| 8            | [遊]         | 今宮         |
| 9            | [捕]         | 細川         |
|              | 打           | 松中         |
|              | 捕           | 髙谷         |

| 日本ハム | 日本ハム | 日本ハム   |
| 打順     | 守備     | 選手       |
| -------- | -------- | ---------- |
| 1        | [中]     | 陽         |
| 2        | [二]     | 西川       |
|          | 二       | 中島卓     |
| 3        | [右]     | 糸井       |
| 4        | [左]     | 中田       |
| 5        | [指]     | 稲葉       |
|          | 走指     | 村田       |
| 6        | [三]     | 小谷野     |
| 7        | [一]     | ホフパワー |
| 8        | [捕]     | 大野       |
|          | 捕       | 鶴岡       |
| 9        | [遊]     | 金子誠     |
|          | 遊       | 飯山       |

1回裏、日本ハムは二死一塁から中田の適時二塁打、小谷野、ホフパワーの連続適時打により3点を先制。さらに日本ハムは6回裏、一死二・三塁とすると、ホフパワーの一塁へのゴロを捌いた小久保が、三塁走者だった稲葉を牽制するため三塁へ送球するもこれが稲葉に当たり、ボールが三塁後方を転々とする間に稲葉が生還し1点を追加する（記録はホフパワーの一ゴロと小久保の送球失策）。ソフトバンクは7回表にペーニャのソロ本塁打、8回表に一死三塁から松中の二ゴロの間に三塁走者今宮の生還で1点ずつ返し、9回表にも一死二塁のチャンスを作るが、最後はこの年限りで現役引退を表明していた小久保が遊飛に倒れゲームセット。日本ハムの4勝0敗となり、前年のソフトバンクに引き続き、無敗で4勝先取となった日本ハムの3年ぶりの日本シリーズ進出が決定した。一方のソフトバンクは、攝津が1回裏に稲葉の一塁へのゴロ（内野安打）でベースカバーとして入った一塁ベース上で右足を痛め、小谷野の打席を以って僅か2/3回で降板となる誤算もあり敗戦。無敗で突破した前年から一転、ファイナルステージでは1勝も出来ないまま2年連続の日本シリーズ進出を逃し、2年振り4度目（2004年から2006年のプレーオフを含めると7度目）の敗退となった。この試合の直後に、小久保への花束贈呈及び両チームでの胴上げを行った。
日本ハム監督の栗山英樹は、就任1年目でクライマックスシリーズを勝ち抜いた史上3人目の監督となり、就任1年目で無敗で同シリーズを勝ち抜いた史上初の監督となった。また、武田久はパリーグの同シリーズとしては史上最多であり、2007年の岩瀬仁紀に並ぶ3セーブ をマークした。

## 表彰選手
- MVP
  - 糸井嘉男（ファイナルステージ）
- マニュライフ生命 特別賞
  - 攝津正（ファーストステージ）
  - 武田久（ファイナルステージ）

## テレビ・ラジオ放送

### テレビ放送

#### ファーストステージ放送日程
第1戦（10月13日）
- テレビ埼玉（TVS）≪埼玉県ローカル≫
  - 実況：上野晃、解説：大友進、リポーター：永田怜奈
  - 放送時間：13:00 ‐ 17:30（16:00 ‐ 17:30はSV2で放送）
- テレビ西日本（TNC）≪福岡地区ローカル≫
  - 実況：田久保尚英、解説：池田親興、リポーター・ヒーローインタビュー：坂梨公俊（ソフトバンクサイドのみ）
  - 放送時間：13:00 ‐ 16:00
- BS朝日
  - 実況：清水俊輔、解説：伊原春樹
  - 放送時間：13:00 ‐ 16:55（試合終了まで）
- 朝日ニュースター
  - 実況：島村俊治、解説：松沼博久、リポーター：中田浩光
  - 放送時間：12:45 - 16:50（試合終了まで、同日再放送：24:00 ‐ 28:00）

第2戦（10月14日）
- テレビ埼玉（TVS）≪埼玉県ローカル≫
  - 実況：上野晃、解説：松沼雅之、リポーター：永田怜奈
  - 放送時間：13:00 ‐ 17:30（17:00 ‐ 17:30はSV2で放送）
- TVQ九州放送≪福岡地区ローカル≫
  - 実況：結城亮二、解説：柴原洋、吉田修司、リポーター：植草朋樹（TX、西武サイド）、山本圭介（ソフトバンクサイド）
  - 放送時間：13:00 ‐ 16:00（延長なし）
- NHK BS1
  - 実況：上野速人（LK）、解説：与田剛、リポーター：竹林宏（G-Media、西武サイド・ヒーローインタビュー）、道谷眞平（LK、ソフトバンクサイド）
  - 放送時間：13:00 ‐ （試合終了まで、14:07まで101ch、以降102chで放送）[2]
- 朝日ニュースター
  - 実況：熊谷龍一、解説：片平晋作、リポーター：中田浩光（監督インタビュー）
  - 放送時間：12:45 - 16:50（試合終了まで、同日再放送：24:00 ‐ 28:00）

第3戦（10月15日）
- テレビ埼玉（TVS）≪埼玉県ローカル≫
  - 実況：上野晃、解説：辻発彦、リポーター：永田怜奈
  - 放送時間：18:00 ‐ 21:30（最大22:00まで延長あり）
- 福岡放送（FBS）≪福岡地区ローカル≫
  - 実況：福岡竜馬、解説：長池徳士、リポーター・ヒーローインタビュー：松井礼明（ソフトバンクサイドのみ）
  - 放送時間：18:30 ‐ 20:54
- NHK BS1
  - 実況：早瀬雄一（LK）、解説：大島康徳、リポーター：田中崇裕（G-Media、西武サイド）、上野速人（LK、ソフトバンクサイド）
  - 放送時間：18:00 ‐ 21:30（試合終了まで）
- 朝日ニュースター
  - 実況：加藤暁、解説：伊原春樹、リポーター：中田浩光
  - 放送時間：17:45 ‐ 21:50（試合終了まで、同日再放送：24:00 ‐ 28:00）

#### ファイナルステージ放送日程
福岡ソフトバンクホークスが勝ち上がったため、福岡県の民放でも中継され、中立実況になった日がある。
第1戦（10月17日）
- 北海道テレビ放送（HTB）≪北海道ローカル≫
  - 実況：谷口直樹、解説：岩本勉、イチオシ!MC：ヒロ福地、リポーター：菊地友弘（両サイド兼務）
  - 放送時間：18:15 - 21:00（延長なし）
- RKB毎日放送≪福岡地区ローカル≫
  - 実況：櫻井浩二、解説：浜名千広、リポーター：服部義夫（両サイド兼務）
  - 放送時間：18:15 - 20:54（延長なし）
- NHK BS1
  - 実況：坂梨哲士（IK）、解説：小早川毅彦、リポーター：豊原謙二郎（HK、日本ハムサイド）、上野速人（LK、ソフトバンクサイド）
  - 放送時間：18:00 ‐ 21:30（試合終了まで）
- GAORA
  - 実況：結城哲郎、解説：水上善雄、リポーター：宮原あつき
  - 放送時間：17:30 - 22:00（試合終了まで）

第2戦（10月18日）
- 札幌テレビ放送（STV）≪FBSとの2局ネット≫
  - 実況：永井公彦、解説：水上善雄、長池徳士、ゲスト解説：松井稼頭央（東北楽天ゴールデンイーグルス）
リポーター：岡崎和久（日本ハムサイド）、福岡竜馬（FBS、ソフトバンクサイド）
  - 放送時間：18:30 - 20:54（セ・リーグクライマックスシリーズファイナルステージ第2戦中継の差し替え、延長なし）
- NHK BS1（102ch）[3]
  - 実況：竹林宏（G-Media）、解説：大島康徳、リポーター：北野剛寛（IK、日本ハムサイド）、上野速人（LK、ソフトバンクサイド）
  - 放送時間：18:00 ‐ 21:30（試合終了まで）
- GAORA
  - 実況：結城哲郎、解説：岩本勉、リポーター：宮原あつき
  - 放送時間：17:30 - 22:00（試合終了まで）

第3戦（10月19日）
- 札幌テレビ放送（STV）≪FBSとの2局ネット≫
  - 実況：岡崎和久、解説：西崎幸広、長池徳士、ゲスト解説：松井稼頭央（東北楽天ゴールデンイーグルス）
リポーター：永井公彦（日本ハムサイド）、福岡竜馬（FBS、ソフトバンクサイド）
  - 放送時間：18:30 - 20:54（セ・リーグクライマックスシリーズファイナルステージ第3戦中継の差し替え、延長なし）
- NHK BS1
  - 実況：豊原謙二郎（HK）、解説：小早川毅彦、リポーター：坂梨哲士（IK、日本ハムサイド）、早瀬雄一（LK、ソフトバンクサイド）
  - 放送時間：18:00 ‐ 21:30（試合終了まで）
- GAORA
  - 実況：結城哲郎、解説：西山秀二、リポーター：高橋麻美
  - 放送時間：17:30 - 22:00（試合終了まで）

第4戦以降が行われた場合、次の放送局での中継が予定されていた。
第4戦（10月20日）
- 北海道放送（HBC）≪北海道ローカル≫ - 実況：卓田和広、解説：岩本勉、リポーター：水野善公
- RKB毎日放送≪福岡地区ローカル≫ - 実況：櫻井浩二、解説：浜名千広
- NHK BS1[4] - 実況：伊藤慶太（BK）、解説：梨田昌孝
- GAORA - 実況・解説とも不明

第5戦（10月21日）
- 北海道テレビ放送（HTB）≪北海道ローカル≫ - 実況：菊地友弘、解説：岩本勉、イチオシ!MC：ヒロ福地、リポーター：谷口直樹
- 九州朝日放送（KBC）≪福岡地区ローカル≫ - 実況・解説とも不明
- NHK BS1 - 実況：道谷眞平（LK）、解説：小早川毅彦
- GAORA - 実況・解説とも不明

第6戦（10月22日）
- 北海道文化放送（UHB）≪TNCとの2局ネット≫ - 実況・解説とも不明
- NHK BS1 - 実況：坂梨哲士（IK）、解説：梨田昌孝
- GAORA - 実況・解説とも不明

### ラジオ放送

#### ファーストステージ放送日程
福岡ソフトバンクホークスの地元局は、JRN系列のRKB毎日放送が全戦敵地乗り込み自社制作で放送するのに対し、NRN系列の九州朝日放送（KBC）は全戦NRNキー局の文化放送（QR）からネット受けで放送した。
第1戦（10月13日）
- 文化放送（QR）≪KBCとの2局ネット≫
  - 実況：斉藤一美、解説：清原和博、リポーター：飯塚治（西武サイド）、槇嶋範彦（ソフトバンクサイド）
  - 放送時間：文化放送は13:00 - 、KBCは12:55 - （試合終了まで）
- RKBラジオ≪福岡地区ローカル≫
  - 実況：田中友英、解説：浜名千広、リポーター：石田一洋（ソフトバンクサイドのみ）
  - 放送時間：13:00 ‐ （試合終了まで）
- NHKラジオ第1≪九州・沖縄地区のみ≫
  - 実況：道谷眞平（LK）、解説：村田兆治
リポーター：竹林宏（G-Media、西武サイド）、早瀬雄一（LK、ソフトバンクサイド）
  - 放送時間：13:00 - （試合終了まで）

※熊本県ではラジオ第1で第131回九州地区高等学校野球大会熊本大会の中継を行うため、プロ野球中継は13:00-16:00の間、FM放送で放送された。
第2戦（10月14日）
- 文化放送（QR）≪KBCとの2局ネット≫
  - 実況：飯塚治、解説：笘篠賢治、ゲスト解説：平尾博嗣（元埼玉西武ライオンズ、レギュラーシーズン終了時に引退）
リポーター：槇嶋範彦（西武サイド）、斉藤一美（ソフトバンクサイド）
  - 放送時間：文化放送は13:00 - 、KBCは12:55 - （試合終了まで）
- RKBラジオ≪福岡地区ローカル≫
  - 解説：石田一洋、実況：浜名千広、リポーター：田中友英（ソフトバンクサイドのみ）
  - 放送時間：13:00 ‐ （試合終了まで）
- NHKラジオ第1≪九州・沖縄地区のみ≫
  - 実況：田中崇裕（G-Media）、解説：梨田昌孝
リポーター：竹林宏（G-Media、西武サイド）、道谷眞平（LK、ソフトバンクサイド）
  - 放送時間：13:00 - （試合終了まで）

※熊本県ではラジオ第1で第131回九州地区高等学校野球大会熊本大会の中継を行うため、プロ野球中継は13:00-15:20の間、FM放送で放送された。
第3戦（10月15日）
- 文化放送（QR）≪KBCとの2局ネット≫
  - 実況：槇嶋範彦、解説：東尾修、ゲスト解説：平尾博嗣（元埼玉西武ライオンズ、レギュラーシーズン終了時に引退）
リポーター：鈴木光裕（西武サイド）、高橋将市（ソフトバンクサイド）
  - 放送時間：文化放送は17:50 - 、KBCは18:00 - （試合終了まで）
- RKBラジオ≪福岡地区ローカル≫
  - 解説：石田一洋、実況：浜名千広、リポーター：田中友英（ソフトバンクサイドのみ）
  - 放送時間：18:00 ‐ （試合終了まで）
- NHKラジオ第1≪九州・沖縄地区のみ≫
  - 実況：福澤浩行（AK）、解説：山本和行
リポーター：田中崇裕（G-Media、西武サイド）、上野速人（LK、ソフトバンクサイド）
  - 放送時間：18:00 - （試合終了まで）

ニッポン放送（lF）はクライマックス・セの中継を、TBSラジオは第1戦と第2戦は一切中継せず。第3戦についても、クライマックス・セの決着が第3戦に持ち越されたため、予備待機のみとなった。第3戦の中継が実現した場合、LFでは実況を山内宏明、解説を黒木知宏。TBSでは実況を戸崎貴広（解説者は不明）が担当する予定であった。

#### ファイナルステージ放送日程
福岡ソフトバンクホークスのファイナルステージ進出に伴い、在福局はJRN系列のRKB毎日放送がファーストステージ同様、ファイナルステージも全戦敵地乗り込み自社制作による応援実況を行うのに対し、NRN系列の九州朝日放送（KBC）は3戦ともSTVラジオからのネット受けで放送した（第4戦以降も行われた場合に予定されていた対応は後述）。
NHKラジオ第1放送の同時放送を行うNHKワールド・ラジオ日本では、全国放送となった第3戦のみ同時放送を実施したが、18時台は国際放送独自編成が組まれているため、19:30からの実質飛び乗りで放送した。
第1戦（10月17日）
- HBCラジオ≪北海道ローカル≫
  - 実況：川畑恒一、解説：金石昭人、リポーター：水野善公（日本ハムサイドのみ）
  - 放送時間：17:57 ‐ （試合終了まで）
- STVラジオ≪KBCとの2局ネット≫
  - 実況：永井公彦、解説：西崎幸広、リポーター：岡本博憲（両サイド兼務）
  - 放送時間：STVは17:57 ‐ （最大延長23:46まで） 、KBCは18:00 - （試合終了まで）
- 文化放送（QR）≪関東広域圏ローカル≫
  - 実況：斉藤一美、解説：森繁和、ゲスト解説：佐藤友亮（元埼玉西武ライオンズ、レギュラーシーズン終了時に引退）
リポーター：松島茂（両サイド兼務）
  - 放送時間：17:50 - （試合終了まで）
- RKBラジオ≪福岡地区ローカル≫
  - 実況：田中友英、解説：島田誠、リポーター：服部義夫（ソフトバンクサイドのみ）
  - 放送時間：18:00 ‐ （試合終了まで）
- NHKラジオ第1≪北海道、および九州・沖縄地区のみ≫
  - 実況：北野剛寛（IK）、解説：大島康徳
リポーター：豊原謙二郎（HK、日本ハムサイド）、上野速人（LK、ソフトバンクサイド）
  - 放送時間：18:00 ‐ （試合終了まで、中断あり）

第2戦（10月18日）
- HBCラジオ≪北海道ローカル≫
  - 実況：渕上紘行、解説：金石昭人、リポーター：卓田和広（日本ハムサイドのみ）
  - 放送時間：17:57 ‐ （試合終了まで）
- STVラジオ≪KBCとの2局ネット≫
  - 実況：神谷誠、解説：西崎幸広、リポーター：萩原隆雄（両サイド兼務）
  - 放送時間：STVは17:57 ‐ （最大延長23:46まで） 、KBCは18:00 - （試合終了まで）
- 文化放送（QR）≪関東広域圏ローカル≫
  - 実況：松島茂、解説：森繁和、ゲスト解説：佐藤友亮（元埼玉西武ライオンズ、レギュラーシーズン終了時に引退）
リポーター：斉藤一美（両サイド兼務）
  - 放送時間：17:50 - （試合終了まで）
- RKBラジオ≪福岡地区ローカル≫
  - 実況：服部義夫、解説：島田誠、リポーター：田中友英（ソフトバンクサイドのみ）
  - 放送時間：18:00 ‐ （試合終了まで）
- NHKラジオ第1≪北海道、および九州・沖縄地区のみ≫
  - 実況：早瀬雄一（LK）、解説：小早川毅彦
リポーター：北野剛寛（IK、日本ハムサイド）、上野速人（LK、ソフトバンクサイド）
  - 放送時間：18:00 ‐ （試合終了まで、中断あり）

第3戦（10月19日）
- HBCラジオ≪北海道ローカル≫
  - 実況：水野善公、解説：大宮龍男、リポーター：川畑恒一（日本ハムサイドのみ）
  - 放送時間：17:57 ‐ （試合終了まで）
- STVラジオ≪KBCとの2局ネット≫
  - 実況：岡本博憲、解説：白井一幸、リポーター：神谷誠（両サイド兼務）
  - 放送時間：STVは17:57 ‐ （最大延長23:46まで） 、KBCは18:00 - （試合終了まで）
- 文化放送（QR）≪関東広域圏ローカル≫
  - 実況：鈴木光裕、解説：東尾修、リポーター：飯塚治（両サイド兼務）
  - 放送時間：17:50 - （試合終了まで）
- RKBラジオ≪福岡地区ローカル≫
  - 実況：櫻井浩二、解説：浜名千広、リポーター：服部義夫（ソフトバンクサイドのみ）
  - 放送時間：18:00 ‐ （試合終了まで）
- NHKラジオ第1≪愛知県・岐阜県・三重県を除く全国放送≫
  - 実況：上野速人（LK）、解説：大島康徳
リポーター：坂梨哲士（IK、日本ハムサイド）、早瀬雄一（LK、ソフトバンクサイド）
  - 放送時間：18:05 ‐ （試合終了まで、中断あり）

NHKラジオ第1放送の第1戦・第2戦中継は、当初北海道のみ中継予定だったが、九州・沖縄各県が中継エリアに追加された。また第3戦については、当初は第2戦までと同様の中継予定だったが、クライマックス・パのシリーズ優勝決定の可能性が発生し、一方でクライマックス・セ ファイナルステージ第3戦でのシリーズ優勝決定の可能性が消滅したため、中継エリアが東海3県（愛知県・岐阜県・三重県）を除く全国放送に変更された（東海3県はクライマックス・セを中継）。
第4戦以降が行われていた場合、次の放送局での中継が予定されていた。KBCラジオについては、第6戦は第3戦までと同様にSTVラジオからネット受けする一方、STVラジオが中継しない第4戦と第5戦は文化放送（QR）からのネット受けとなる予定であった。また、NHKワールド・ラジオ日本では、第4戦と第5戦はデーゲームの時間帯であることから電波運用面の都合上、はじめから同時放送の予定はなく（国際放送独自編成でFM放送番組の時差放送などに差し替え）、第6戦は全国放送となった場合に限り、第3戦と同様の対応で放送する予定であった。
第4戦（10月20日）
- HBCラジオ≪北海道ローカル≫ - 実況：山内要一、解説：大宮龍男、リポーター：渕上紘行
- 文化放送（QR）≪KBCとの2局ネット≫ - 実況：飯塚治、解説：東尾修
- RKBラジオ≪福岡地区ローカル≫ - 実況：田中友英、解説：島田誠
- NHKラジオ第1≪全国放送≫ - 実況：北野剛寛（IK）、解説：小早川毅彦

第5戦（10月21日）
- HBCラジオ≪北海道ローカル≫ - 実況：川畑恒一、解説：新谷博、リポーター：水野善公
- 文化放送（QR）≪KBCとの2局ネット≫ - 実況：鈴木光裕、解説：山崎裕之
- RKBラジオ≪福岡地区ローカル≫ - 実況：服部義夫、解説：浜名千広
- NHKラジオ第1≪全国放送≫ - 実況：早瀬雄一（LK）、解説：鈴木啓示

第6戦（10月22日）
- HBCラジオ≪北海道ローカル≫ - 実況：水野善公、解説：新谷博、リポーター：川畑恒一
- STVラジオ≪KBCとの2局ネット≫ - 実況：永井公彦、解説：千藤三樹男
- 文化放送（QR）≪関東広域圏ローカル≫ - 実況：槇嶋範彦、解説：山崎裕之
- RKBラジオ≪福岡地区ローカル≫ - 実況：田中友英、解説：浜名千広
- NHKラジオ第1≪北海道・九州・沖縄地区のみ[5]≫ - 実況・解説とも不明